# 瀬戸朝香 せーとー派宣言
瀬戸朝香 せーとー派宣言(せとあさか せーとーはせんげん)は、1994年10月 - 1996年3月にニッポン放送で放送されていた録音放送のラジオ番組。パーソナリティは瀬戸朝香。
『伊集院光のOh!デカナイト』・『キャイ〜ン天野ひろゆきのMEGAうま!ラジオバーガー!!』・『ゲルゲットショッキングセンター』内の箱番組として放送されていた。
ゲストで登場した鈴木紗理奈とはこの番組をきっかけに仲良くなり、プライベートでも親交を深めたと雑誌で発言している。

## 放送されていた局と放送時間
- ニッポン放送：月曜日 - 木曜日 23:30 - 23:40
なお、1995年9月まではニッポン放送1局のみで放送されていたが、同年10月からは以下の3局が加わり、4局ネットとなった。
- 新潟放送：月曜日 - 金曜日 22:40 - 22:50
- 信越放送：月曜日 - 金曜日 22:40 - 22:50
- 西日本放送：月曜日 - 金曜日 22:10 - 22:20
（以上3局とも単独番組として放送）

いずれの局も金曜日まで放送されていたが、当時ニッポン放送において金曜日の夜の時間帯に放送されていた『入江雅人のGo!Go!テレキッズ』は箱番組を設けていなかったため、本番組の金曜日放送分はいわゆる裏送りネット用として製作されていた。

## 各曜日コーナー
1995年10月当時
- 月曜：フリートーク[1]
- 火曜：瀬戸朝香の100の質問[1]
- 水曜：心のしっぷ薬[1]
- 木曜：はがき紹介[1]
- 金曜：はがき紹介（各ネット局裏送り分）[1]
- 毎日のエンディング：「今日の宣言」[1]